# Рождественская ярмарка (Кольмар)
Рождественская ярмарка в Кольмаре (фр. Marché de Noël de Colmar) — традиционная ярмарка, которая проводится в городе Кольмаре в период рождественских и новогодних праздников. Одна из местных достопримечательностей, посмотреть которую съезжаются тысячи туристов со всего мира. В 2017 году Рождественская ярмарка в Кольмаре была признана самой красивой во Франции.

## История
Восток Франции и, в частности, Эльзас является традиционным местом проведения рождественских базаров, которых насчитывается более 200. Рождественская ярмарка в Кольмаре, наряду со страсбургским Кришткиндельсмериком, входит в число наиболее популярных, ежегодно привлекая около 1,5 млн посетителей (в том числе около 45% иностранных).
В конце 1980-х годов кольмарская рождественская ярмарка ещё не была местной достопримечательностью и проводилась достаточно скромно. В 1990-х годах она стала развиваться очень быстрыми темпами, набирать обороты, увеличиваться в масштабах и постепенно стала известной достопримечательностью, для посещения которой съезжаются ежегодно тысячи людей со всего мира.
Рождественские ярмарки в городе появляются в конце ноября и длятся более месяца.
Перед рождественскими праздниками дома в центре города, в том числе и известные памятники архитектуры, украшаются новогодними украшениями.
Шесть рождественских ярмарок Кольмара представляют собой отдельные мини-деревни. В ярмарках принимает участие продукция в основном из Эльзаса, участники отбираются на основании качества и оригинальности продукции. В этот период художники и ремесленники выставляют свои работы в старом здании таможни. Одна из ярмарок проводится на Доминиканской площади, вблизи от Доминиканского собора XIV века, ещё одна — на площади Жанны Д’Арк. Там воссоздана атмосфера традиционной эльзасской деревни. На этой ярмарке можно купить фуа-гра, мясное ассорти, ликёры, печенье, вино. Детский Рождественский базар расположен в квартале Маленькая Венеция. Здесь можно выпить глинтвейн с яблочным соком, отправить письмо Санта-Клаусу, покататься на лошадях. В этом месте представлен механический вертеп, есть кролики и овцы. Крытый рождественский ремесленный рынок расположен в здании Старой таможни. Свои работы выставляют около 20 мастеров. Среди них — керамисты, гончары, скульпторы по дереву, ювелиры. На площади Старой таможни располагается ещё один рынок. Там продаются традиционные рождественские украшения и современные изделия, антиквариат и рукоделие.
В 2017 году ярмарка в Кольмаре была признана самой красивой во Франции.
В 2018 году в работе рождественской ярмарки произошли некоторые изменения. В Кольмаре открылся новый рождественский базар, который расположился на Кафедральной площади.
В этот период в Кольмаре на Рождественских ярмарках можно отведать традиционные рождественские блюда: глинтвейн, пряники, традиционное печенье, рождественский штоллен.

## Галерея

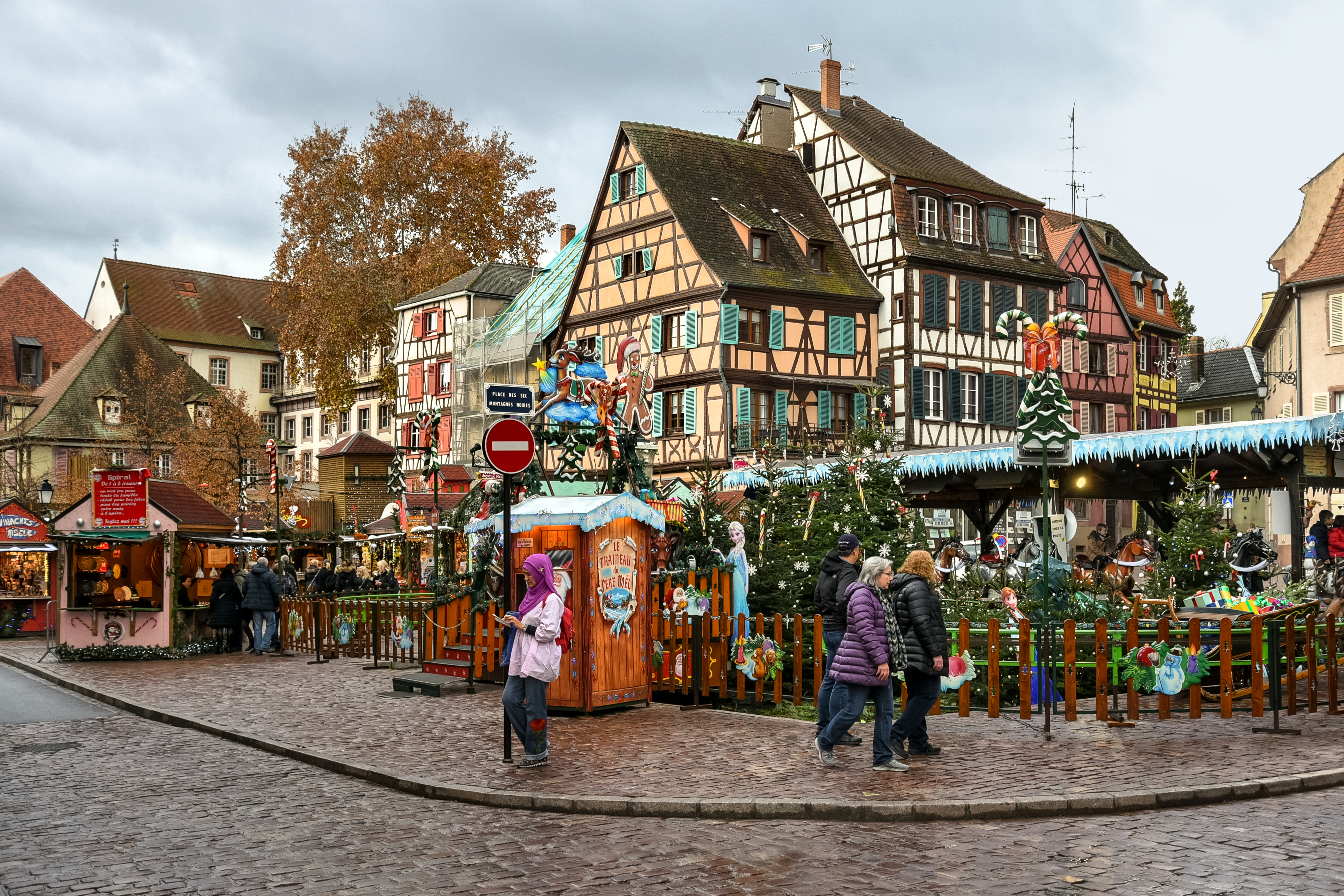
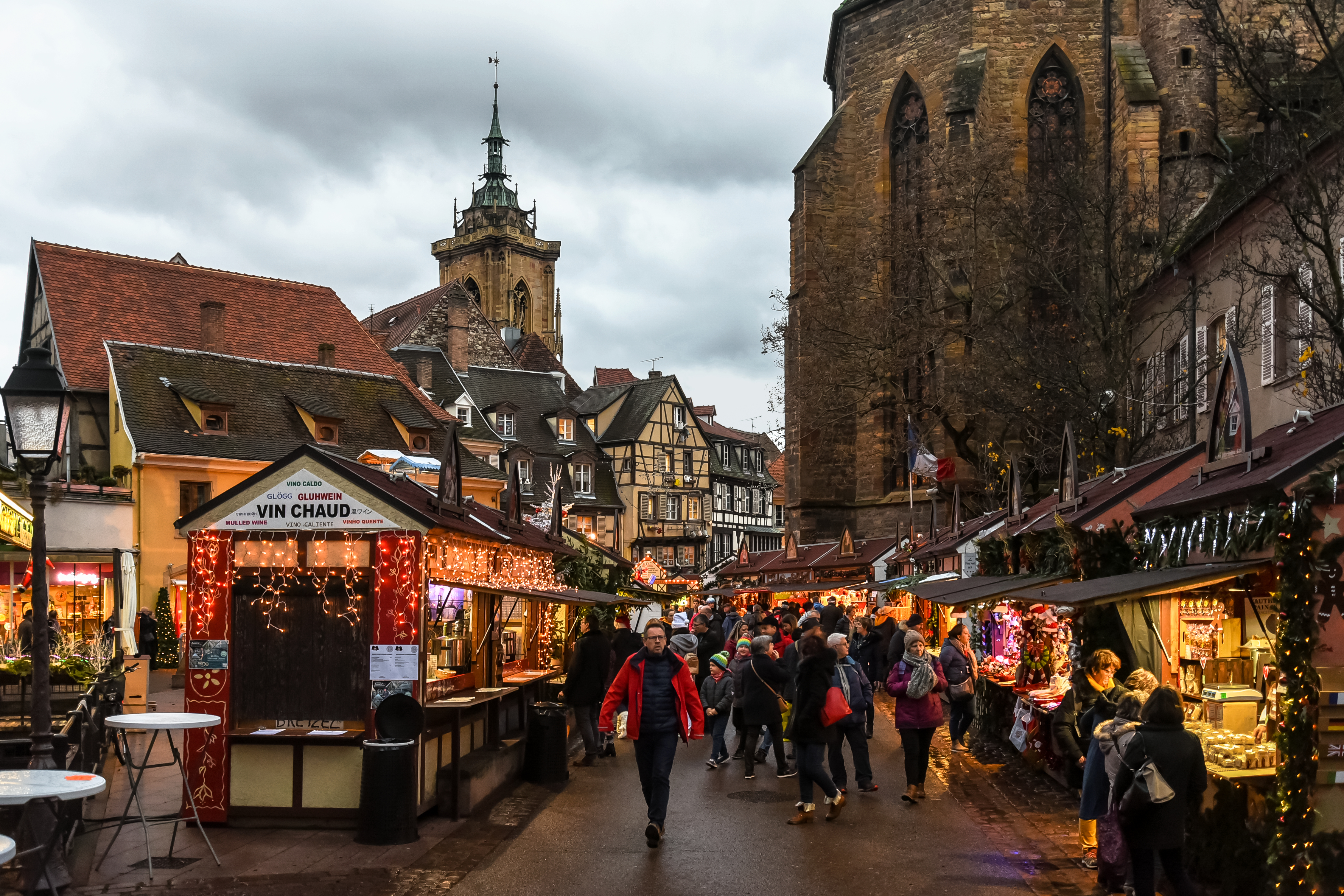
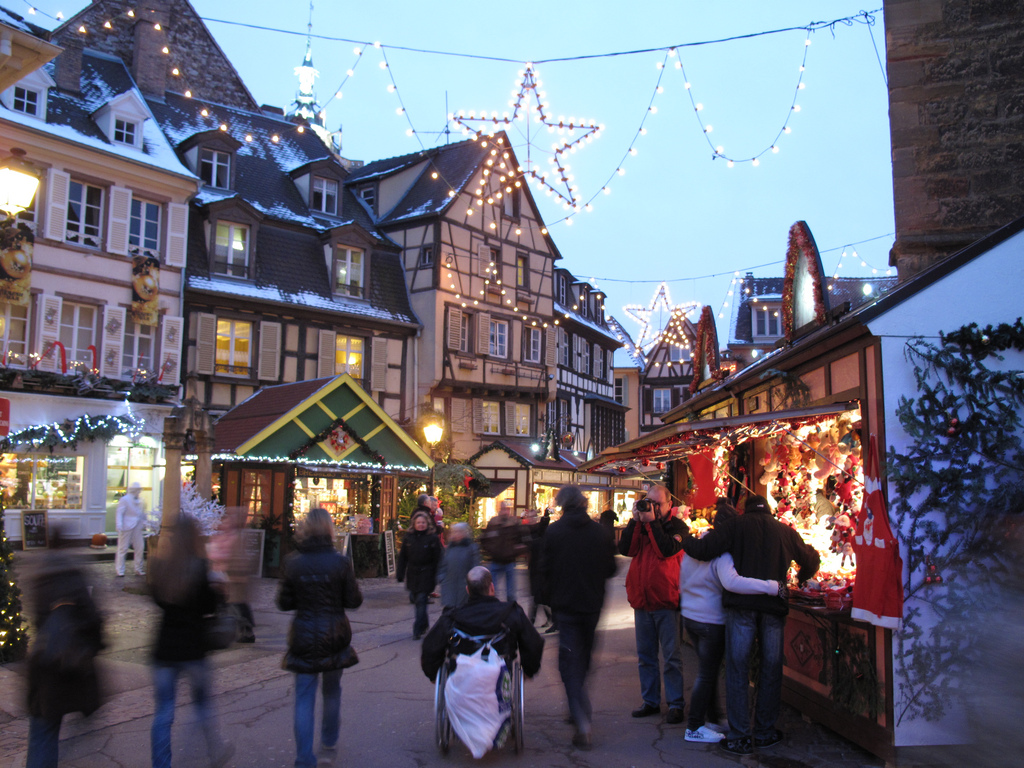
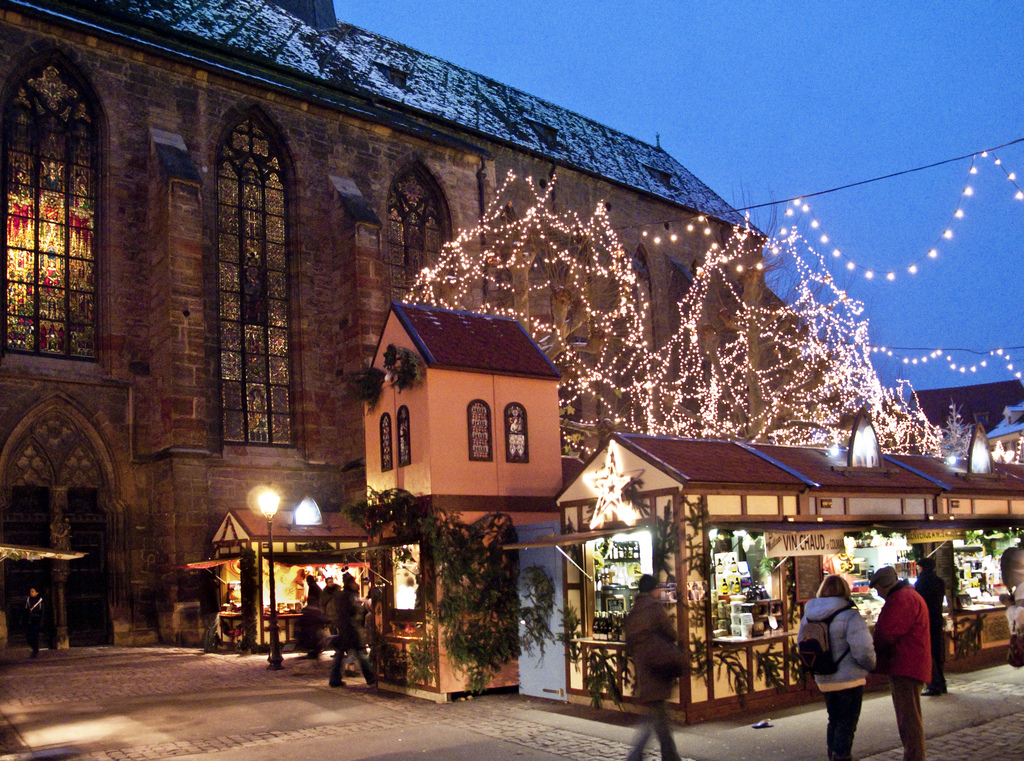
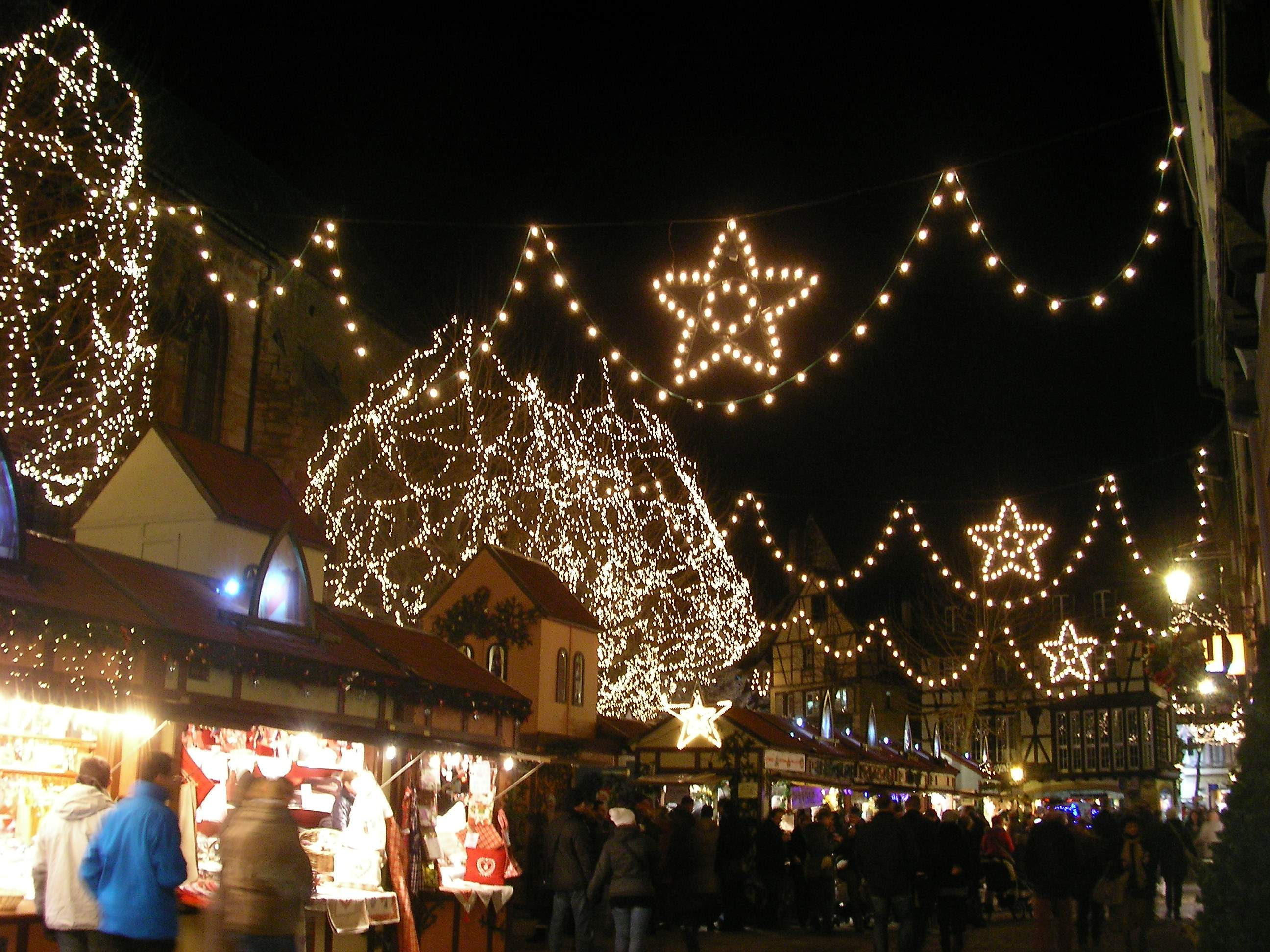
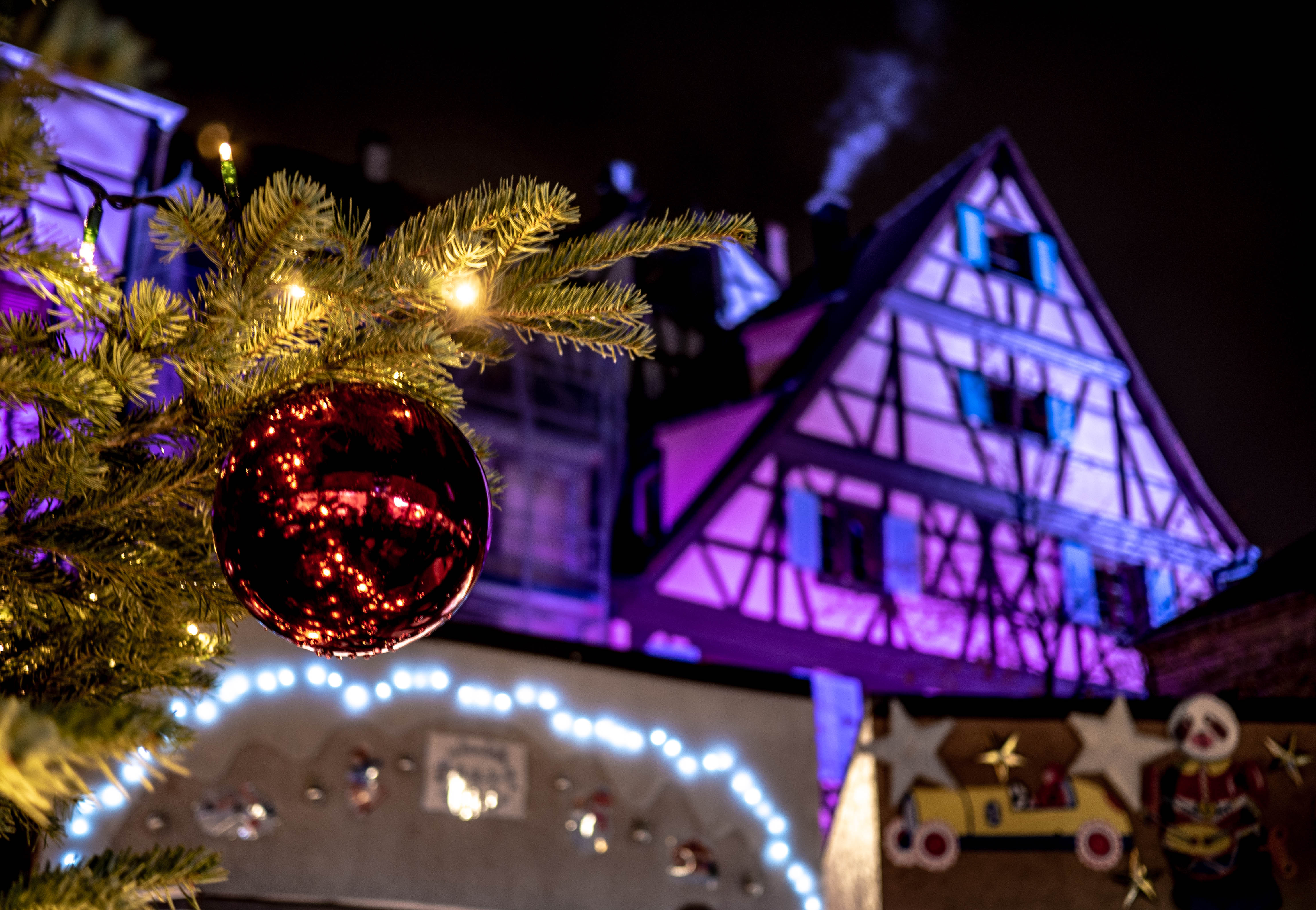
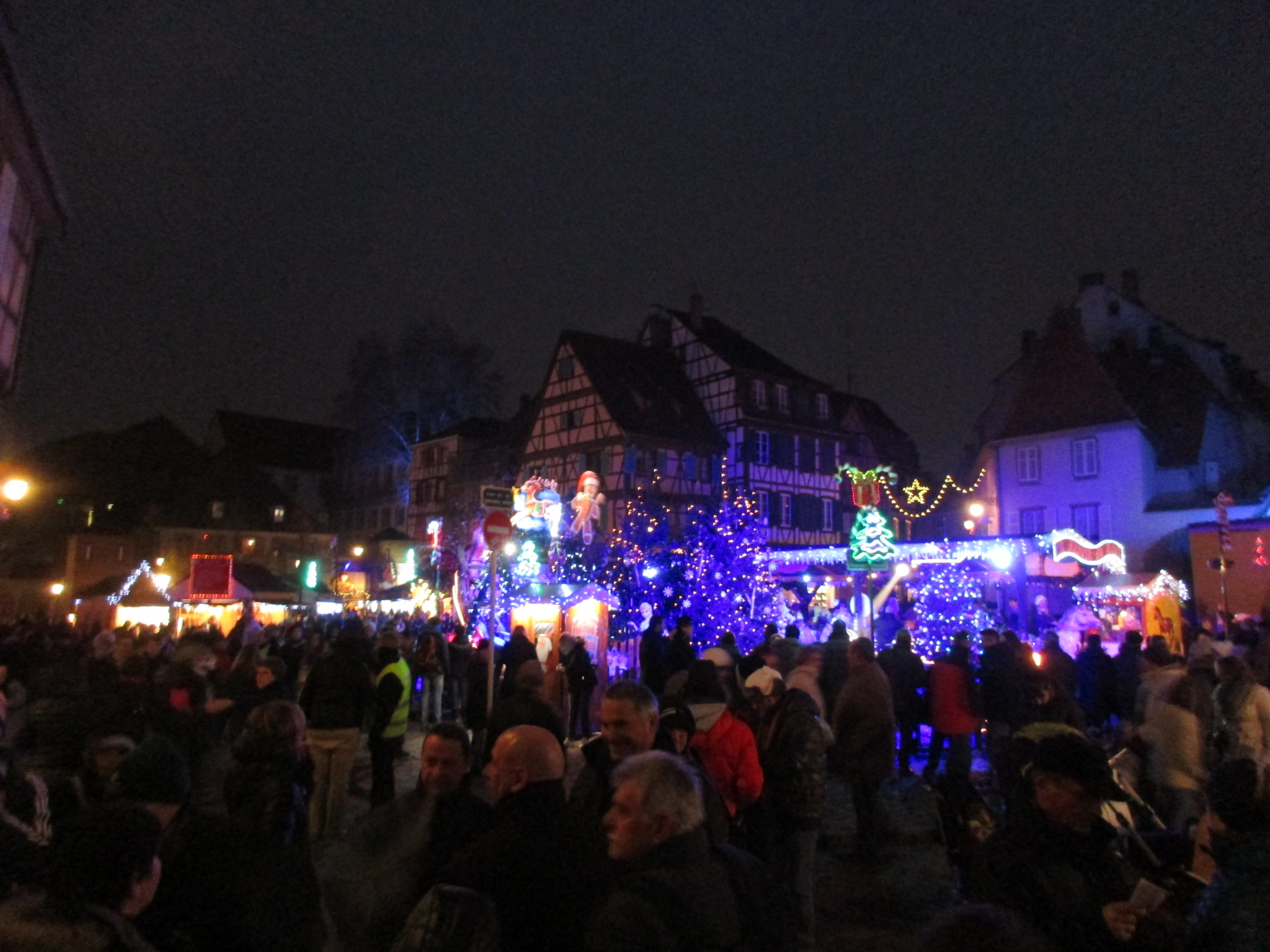
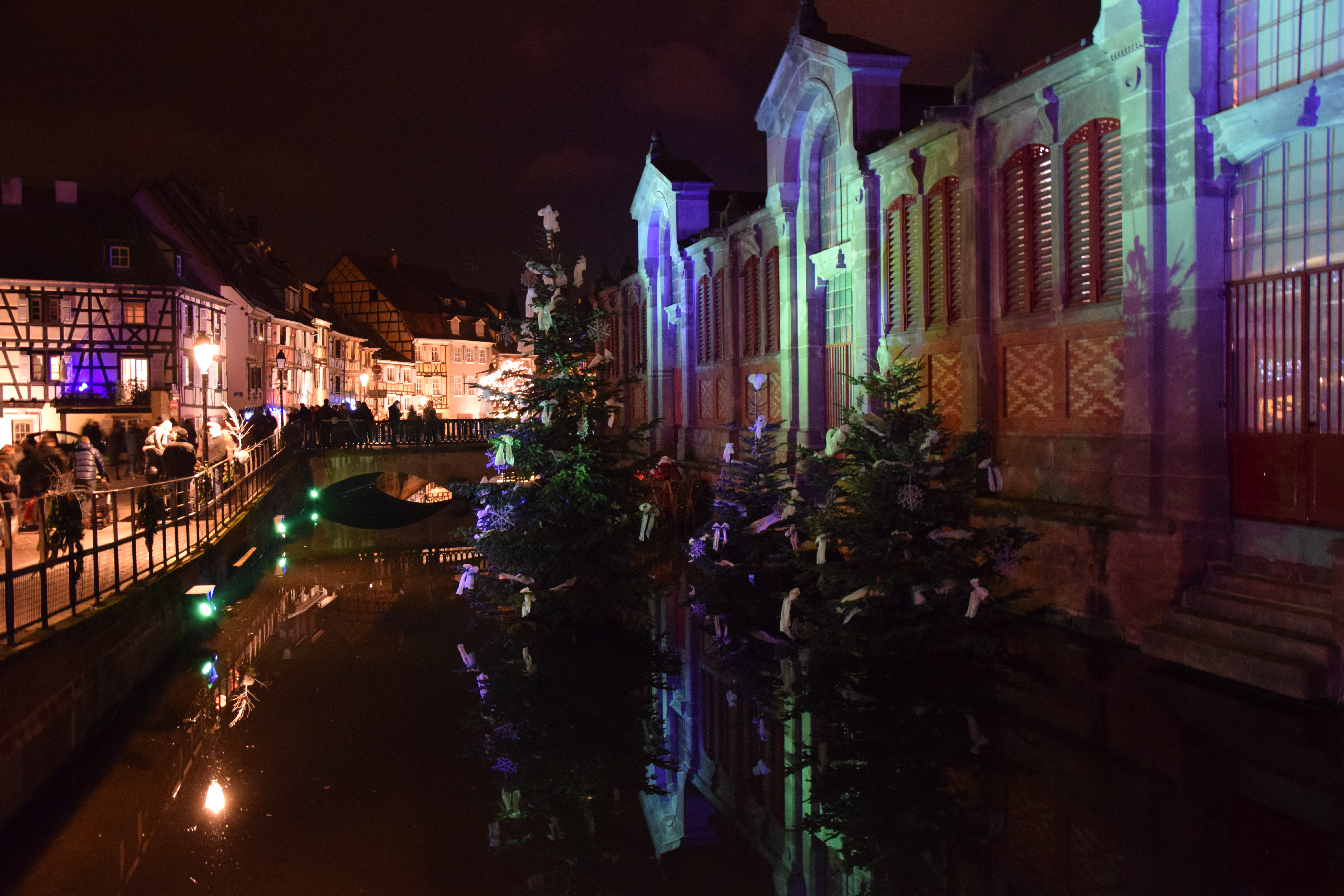
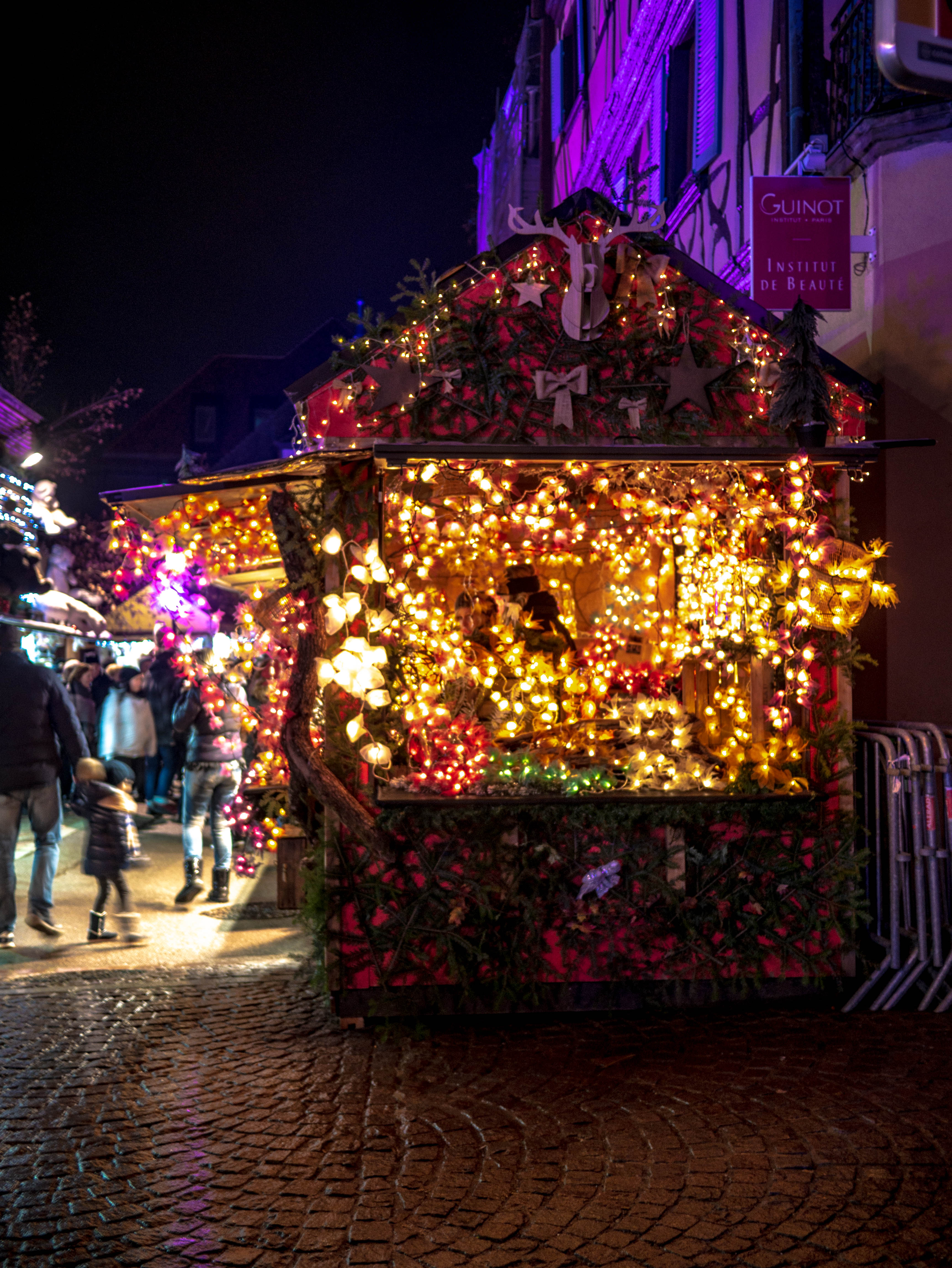
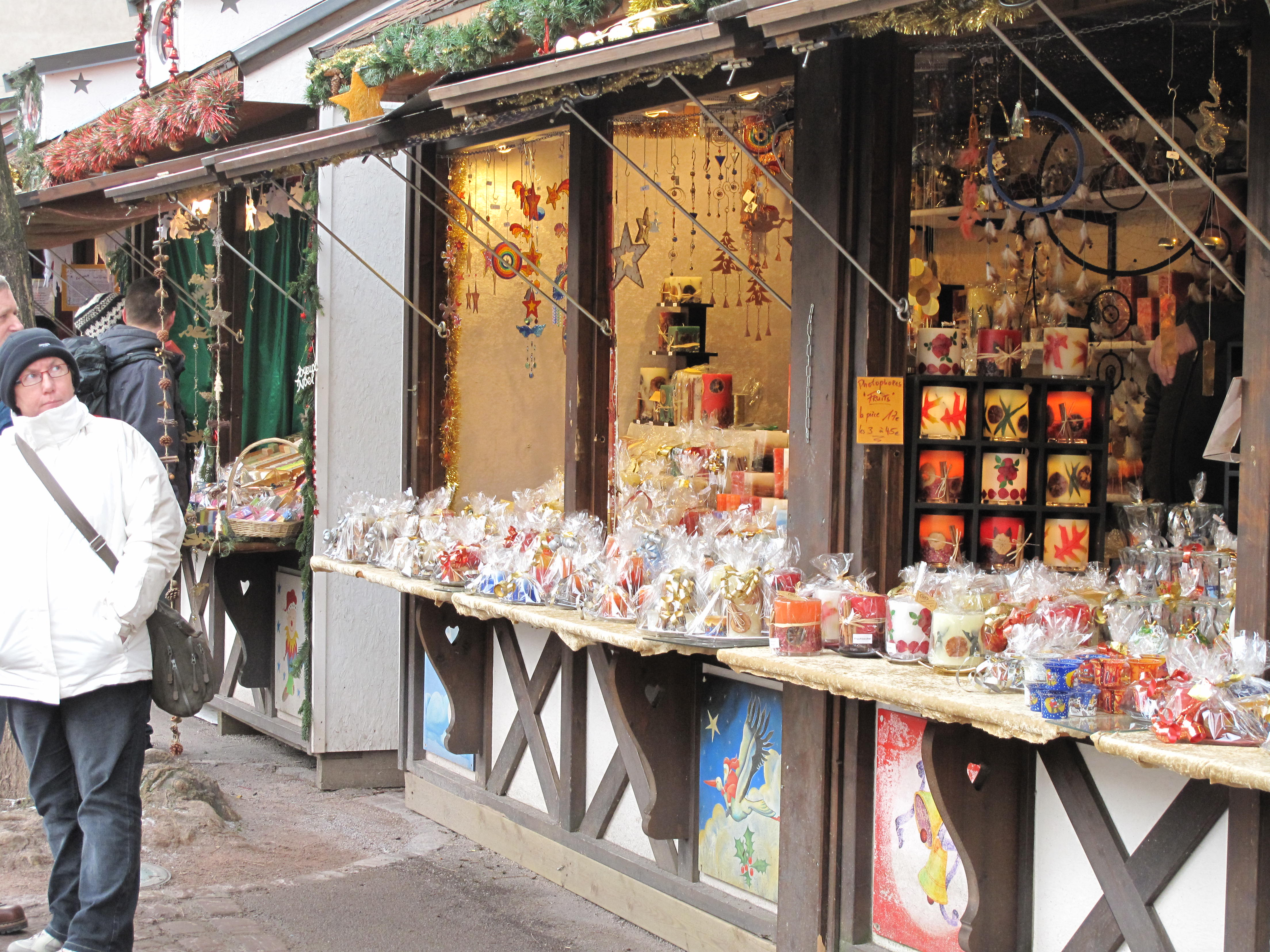
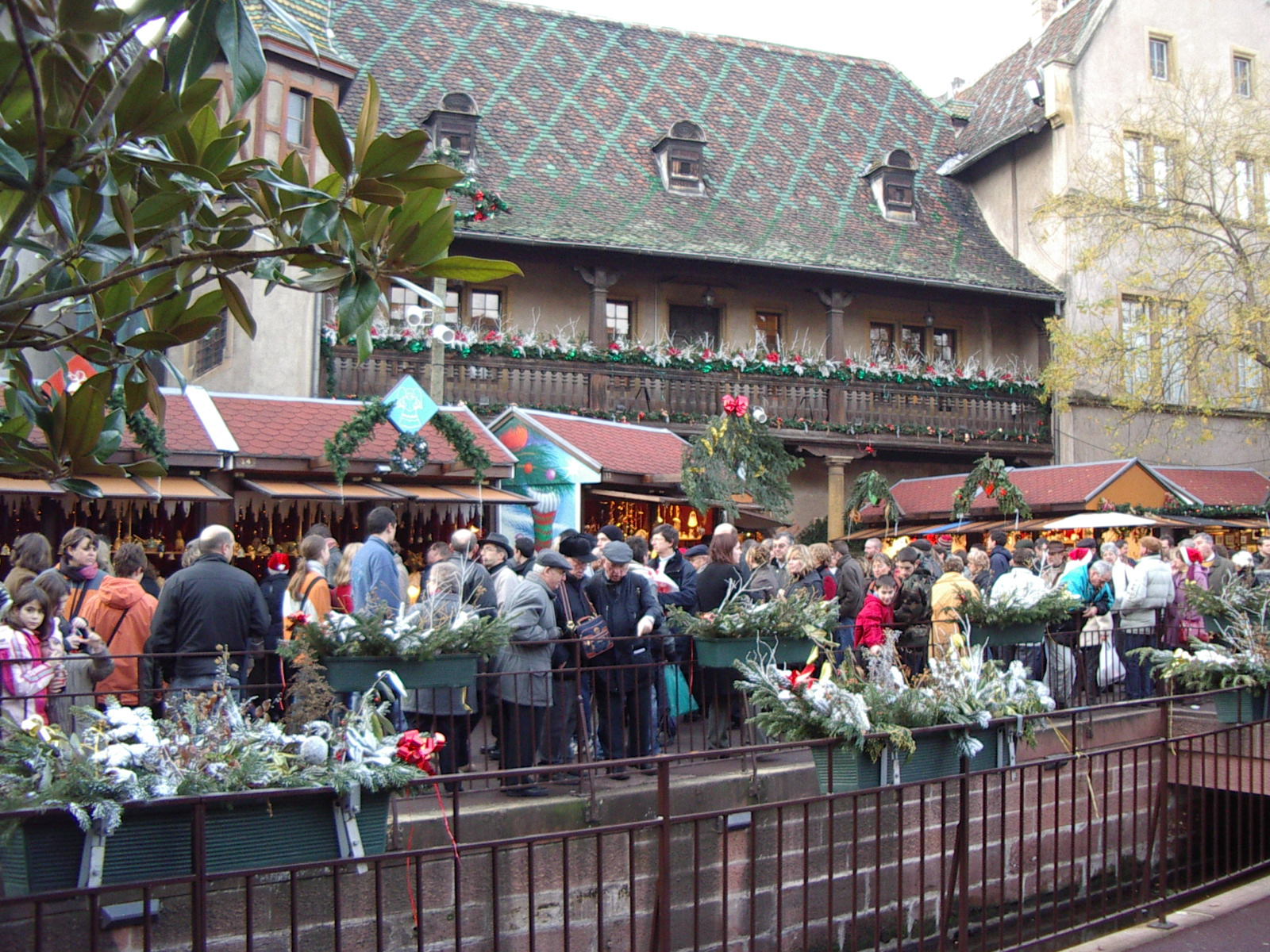
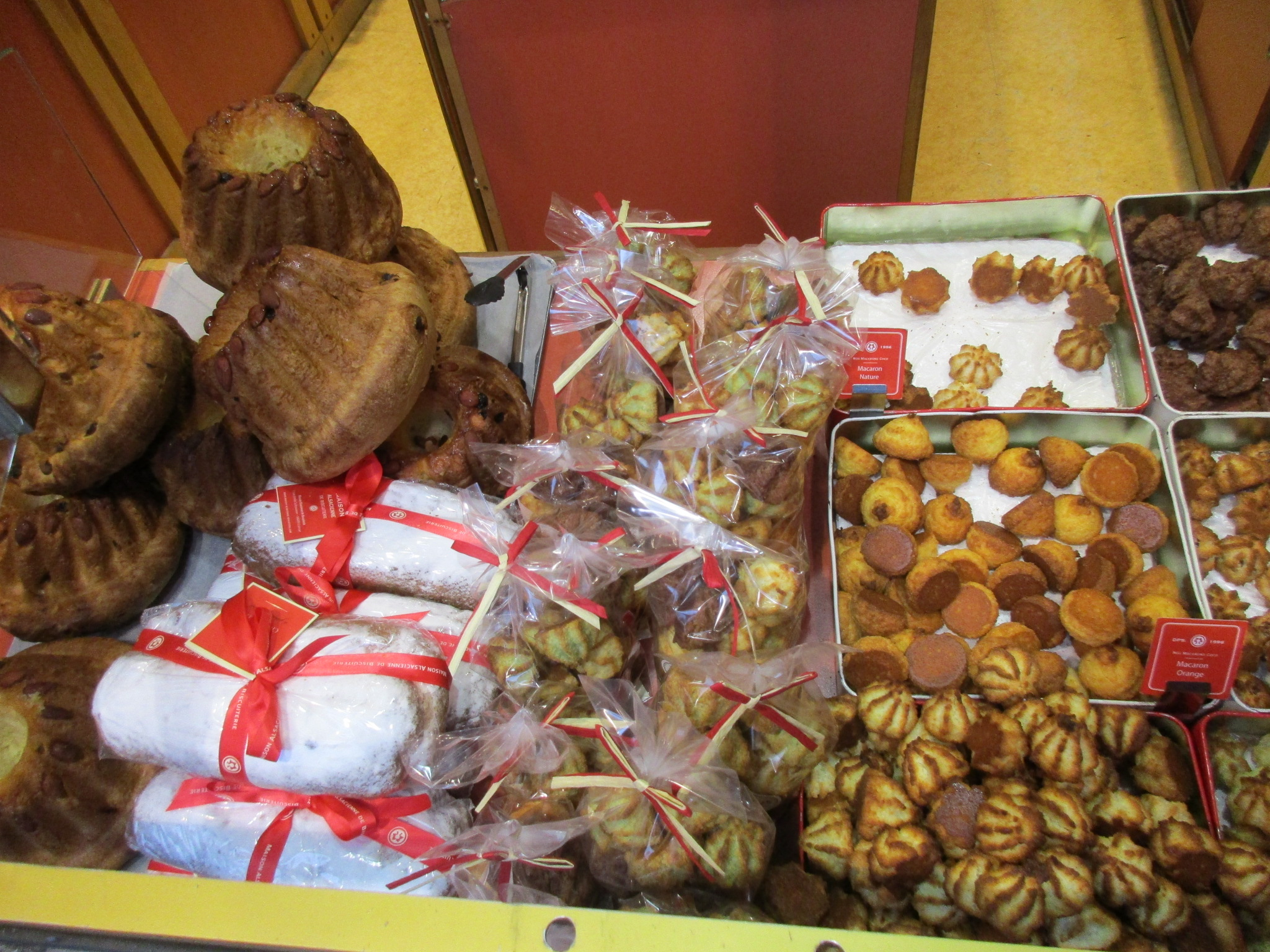
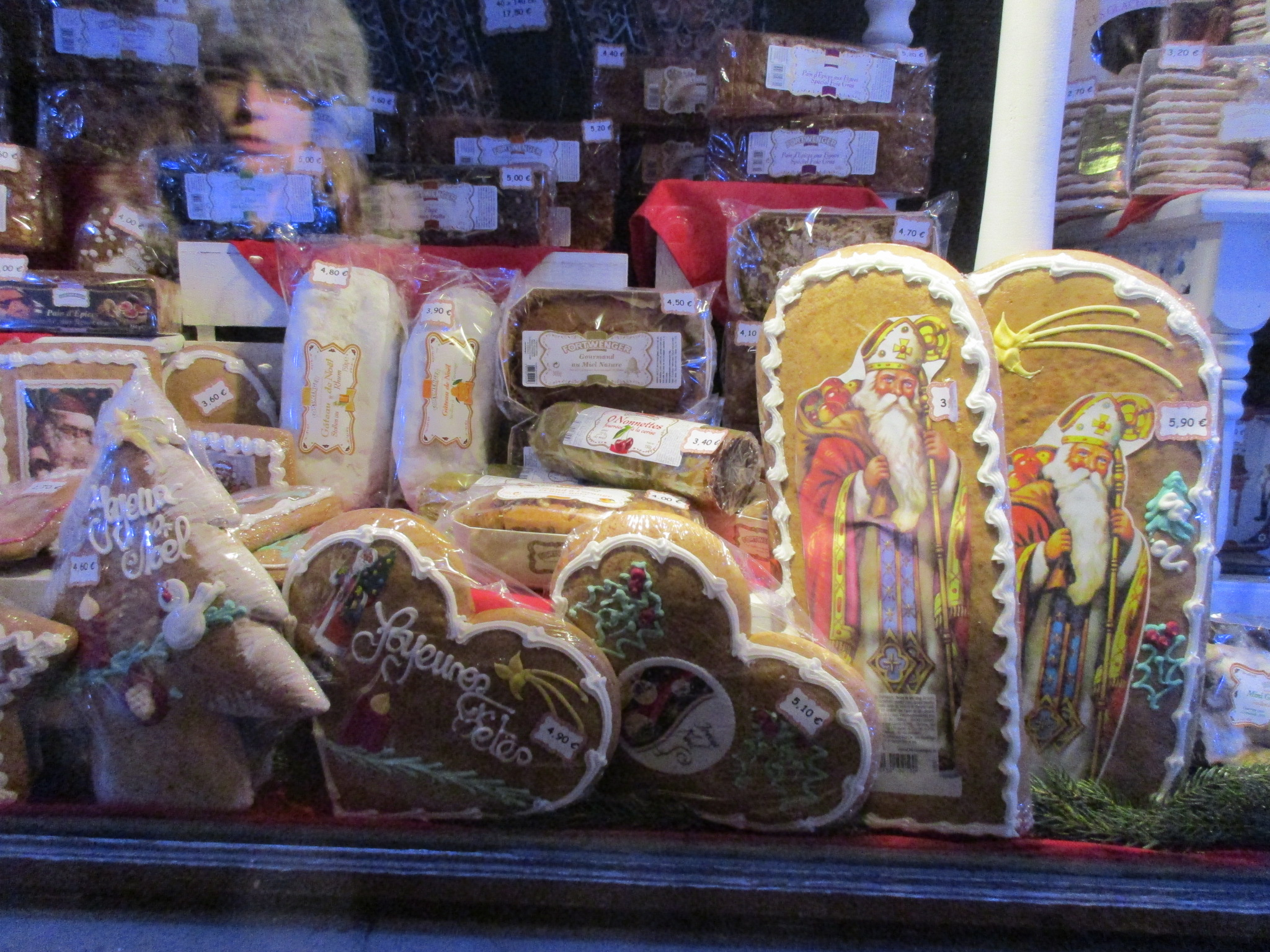
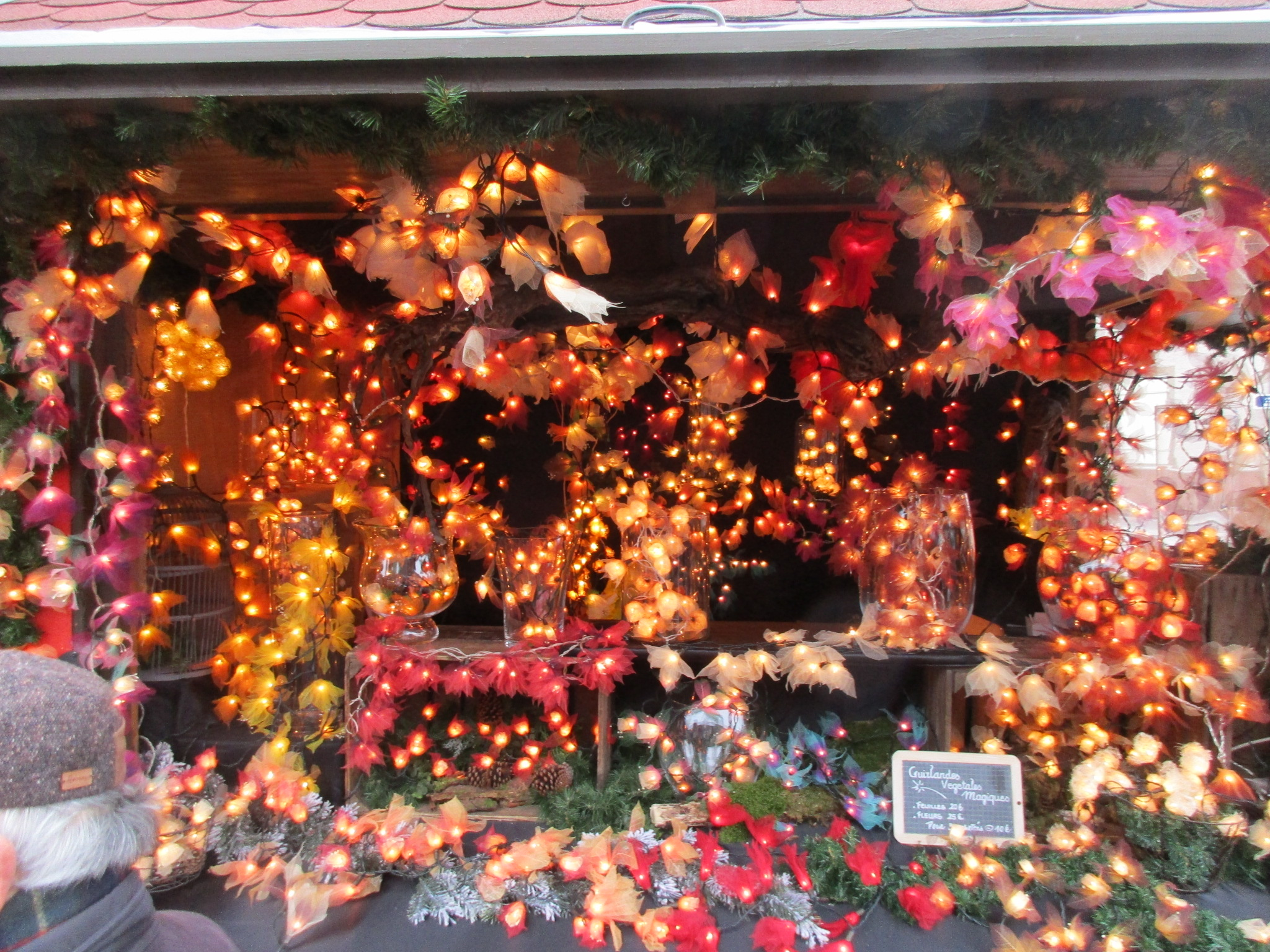